# Marcel Mettelsiefen

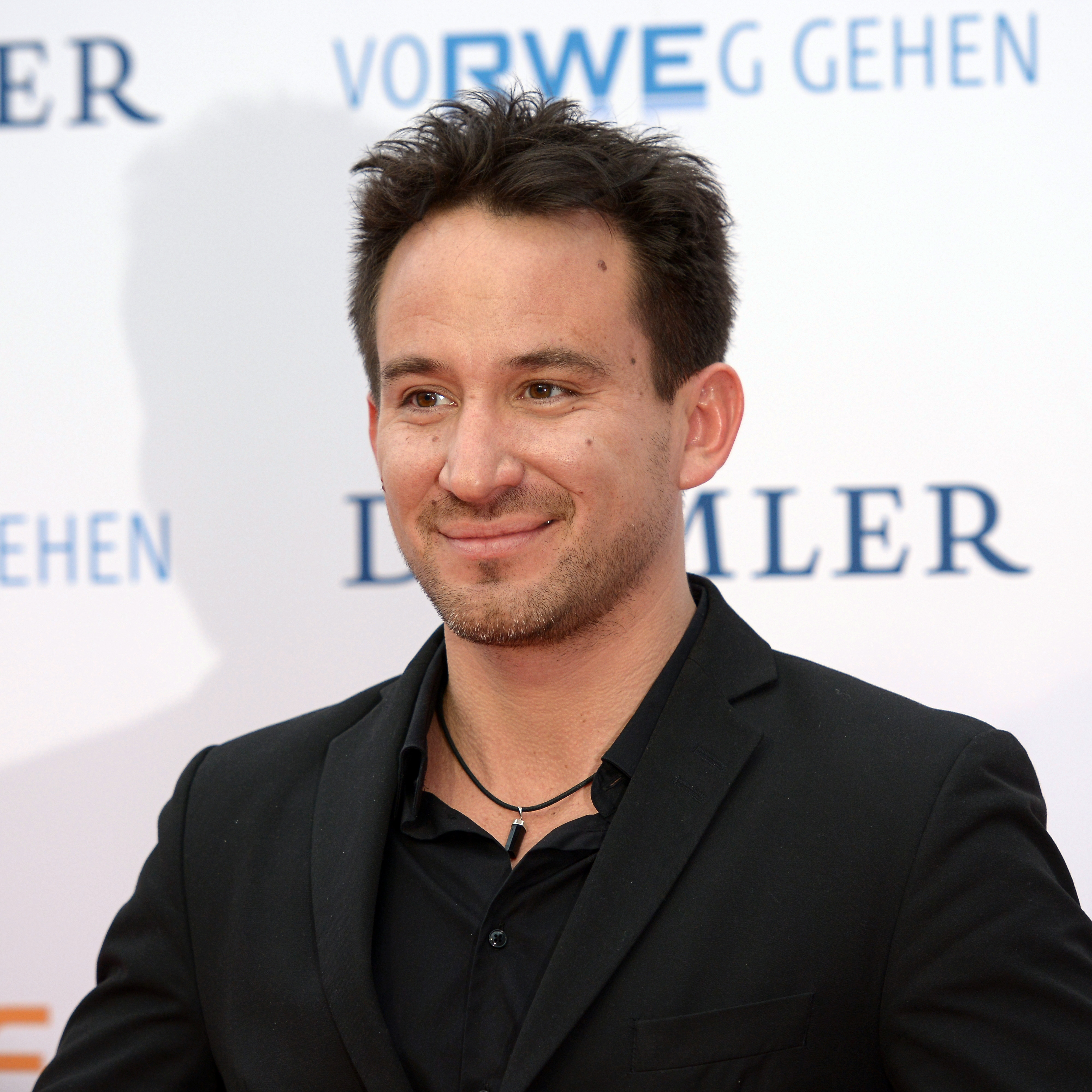
Marcel Mettelsiefen (2015)

Marcel Mettelsiefen (* 1978 in München) ist ein deutsch-ecuadorianischer Fotojournalist, Kriegsberichterstatter und Dokumentarfilmer.

## Leben
Geboren in München als Sohn eines Deutschen und einer ecuadorianischen Mutter begann er nach dem Abitur zu fotografieren. Zum Fotojournalismus kam er über seine Mitarbeit an der 1998 gegründeten Zeitschrift Zenith – Zeitschrift für den Orient.
Anfang 2000 reiste er für einige Monate nach Israel und die Palästinensischen Autonomiegebiete und fotografierte dort für die Nachrichtenagentur Associated Press. Nach seiner Rückkehr begann er für die Nachrichtenagentur dpa zu arbeiten, für die er aus Krisengebieten wie Afghanistan (2001), Irak (2003) und Haiti (2004) berichtete. Neben seiner Arbeit als Fotograf begann Marcel Mettelsiefen 2004 ein Medizinstudium an der Berliner Charité. Ende 2008 unterbrach er sein Studium und ging für 13 Monate nach Afghanistan, um dort ein fotografisches Langzeitprojekt zu realisieren. Es folgte eine enge Zusammenarbeit mit dem damaligen stern-Korrespondenten Christoph Reuter in Kabul.
Nachdem er von Dezember 2009 bis März 2010 gemeinsam mit Reuter in Kundus recherchierte, veröffentlicht er zusammen mit Reuter das Buch Kunduz, 4. September 2009. Eine Spurensuche, als Resultat der Recherche über den Luftangriff im Süden der Stadt Kundus, und eine Porträtserie der Hinterbliebenen der insgesamt 92 Zivilisten, die dabei ihr Leben verloren. Das Projekt wurde 2010 für den Henri Nannen Preis nominiert. Die begleitende Ausstellung wurde in Potsdam (2010), Hamburg (2010) und München (2011) präsentiert. Bundesverteidigungsminister Karl-Theodor zu Guttenberg besuchte im Mai 2010 die Ausstellung und bat, bei den Ermittlungen von Entschädigungen für die Opferfamilien mitzuhelfen. Ende August 2010 wurde jede Familie mit 5.000 Euro entschädigt. Ein Teil des Projektes ist in der internationalen Wanderausstellung Freedom to Create zu sehen.
Im Frühjahr 2011 war Marcel Mettelsiefen im Auftrag der Magazine stern, Der Spiegel und Geo in Ägypten, Libyen, Syrien und Afghanistan als Fotograf unterwegs. In Misrata war er am 20. Oktober 2011 gemeinsam mit der Spiegel-Redakteurin Barbara Hardinghaus einer der wenigen Ausländer, die den toten libyschen Diktator Oberst Muammar al-Gaddafi in einem früheren Einkaufszentrum African Market sehen und fotografieren konnten. Der Bericht und die Bilder erschienen am 24. Oktober 2011 in dem Nachrichtenmagazin.
Im Dezember 2011 begann Mettelsiefen zu filmen. Seitdem ist er insgesamt 24 Mal inkognito nach Syrien gereist. Entstanden sind u. a. children on the frontline für Channel 4 und Agony in Aleppo für Channel 4 news. Seit 2016 lebt Mettelsiefen, der einen deutschen und einen ecuadorianischen Pass hat, mit seiner spanischen Frau, der Journalistin, Dokumentarfilmregisseurin und Romanautorin Mayte Carrasco, und seiner kleinen Tochter in Barcelona.
Im März 2017 wurde bekannt, dass Mettelsiefen unter anderen gemeinsam mit dem Chefredakteur der Zeitschrift Zenith, Daniel Gerlach und dem Schweizer Reporter Kurt Pelda, auf einer syrischen Einreiseverbotsliste steht.
Mit Tanja – Tagebuch einer Guerillera veröffentlichte er im Juni 2023 einen Dokumentarfilm über Tanja Nijmeijer. Der Film hatte seine Premiere beim DOK.fest-München, wo er im Wettbewerb VIKTOR DOK.horizonte nominiert wurde.

## Preise

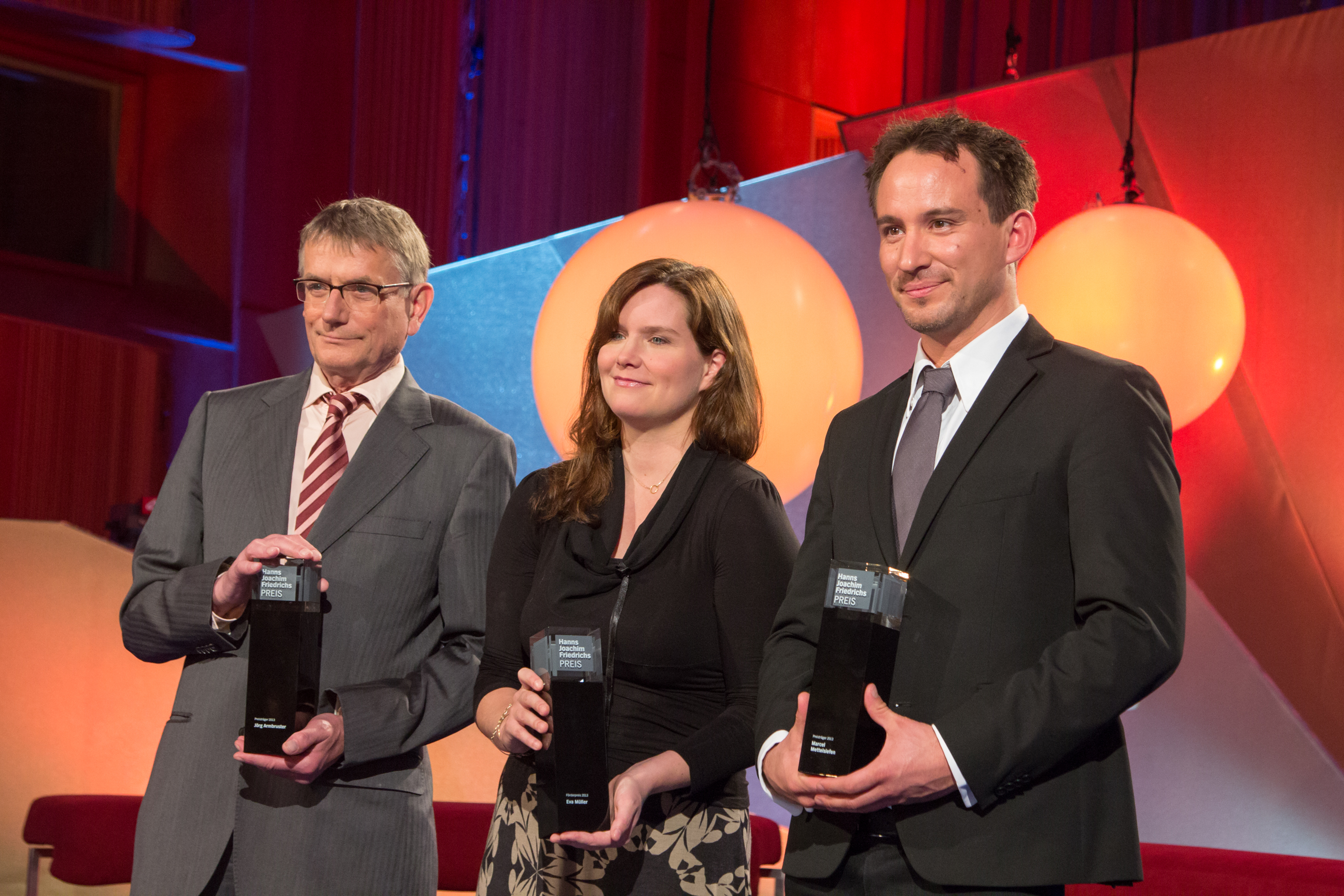
Jörg Armbruster, Eva Müller und Marcel Mettelsiefen bei der Verleihung des Hanns-Joachim-Friedrichs-Preises 2013

- 2012: Axel-Springer-Preis für Heimlich in Homs (ARD)[10]
- 2012: Edward R.Murrow Award for Homs – a City under Siege für CNN 2012
- 2013: New York documentary festival for Homs – a City under Siege für CNN 2013
- 2013: FPA Award für Agony in Aleppo – Channel4 News
- 2013: Hanns-Joachim-Friedrichs-Preis für Fernsehjournalismus[11]
- 2013: Nominierung Rory Peck Award für Agony of Aleppo
- 2014: Grierson Award als Best Documentary on a Contemporary Theme für Children on the Frontline 2014
- 2014: Association for International Broadcasting Award
- 2014: Gaby Rado Memorial Award von Amnesty International, für Children on the Frontline 2014
- 2014: International Emmy Award für Agony in Aleppo[12]
- 2014: One World Media - Television Award
- 2015: Edinburgh TV Festival Award als Best Producer Director-Debüt für Children on the Frontline 2014
- 2015: BAFTA CRAFT – Factual and Photography
- 2015: BAFTA best current affairs 2015
- 2015: FIGRA Award
- 2015: Grimme-Preis 2015
- 2015: Prix Bayeux-Calvados des Correspondants de Guerre für Children on the Frontline 2014
- 2017: Nominierung für den Oscar, für Das Schicksal der Kinder von Aleppo (gemeinsam mit Stephen Ellis) in der Kategorie Documentary (Short Subject)[13]